# Мохненко, Геннадий Викторович
Генна́дий Ви́кторович Мохне́нко (род. 27 февраля 1968, Жданов, УССР, СССР) — украинский религиозный и общественный деятель, пастор «Церкви добрых перемен» (г. Мариуполь), епископ протестантской Церкви Божией Украины. Основатель и руководитель крупнейшего на территории бывшего Советского Союза детского реабилитационного центра «Республика Пилигрим» и сети реабилитационных центров для взрослых. Широко известен как инициатор общественной антинаркотической акции «Обрыдло» и кругосветного велопробега «Мир без сирот».
Выражает политическую «проукраинскую» позицию, публично заявлял о готовности убить президента России В. В. Путина.

## Биография
Родился 27 февраля 1968 года в городе Жданов в семье рабочих. По собственным утверждениям, из-за алкоголизма родителей рос «социальным сиротой». Окончил среднюю школу, службу в Советской армии проходил в московском гарнизоне пожарной охраны. Занимался спортом, стал чемпионом Донецкой области по борьбе.
После своего религиозного обращения в 1991 году поступил в харизматическую библейскую школу в Вильнюсе, которую окончил через год. Вернувшись в родной город, в 1992 году основал «Церковь добрых перемен». В том же году женился на Елене.
Также учился в реформаторской духовной семинарии.
В 1994 году поступил в Донецкий институт социального образования по специальности историк-религиовед, и закончил его в 1999 году. Также имеет степень магистра богословия.
С 2010 года является участником совместного американо-украинского миссионерского проекта в Африке. О служении команды Мохненко в Кении российской телекомпанией RT снят документальный фильм «Однажды в Африке».
Является автором книг «Казнить нельзя помиловать» и «Непедагогическая поэма». Ведёт программы «Два портфеля» и «Другая перспектива». Ранее был главным редактором нескольких христианских периодических изданий.
Проживает в Мариуполе. Воспитывает троих родных (биологических) детей. Также является отцом 35 приёмных детей и подростков. Помимо родного русского языка также владеет английским.

## Социальное служение

### Республика Пилигрим
В 1998 году Геннадий Мохненко стал инициатором служения среди детей-беспризорников Мариуполя. В 2000 году при «Церкви добрых перемен» был создан приют «Республика Пилигрим». С этого времени через стены приюта прошло более трёх тысяч детей. Сотрудники приюта разыскивают беспризорных детей по подвалам и канализационным шахтам, предоставляют им пищу и жильё и стараются вернуть в семью (или интернат). Более 20 % воспитанников центра ВИЧ-инфицированы. За годы работы «Пилигрима» полтора десятка воспитанников скончались от наркотиков, СПИДа и др.
«Республика Пилигрим» получила общеукраинскую известность в 2009 году, когда воспитанники центра на пресс-конференции передали в дар украинским властям (президенту или премьеру) микроавтобус. Дети-сироты пошли на беспрецедентный шаг, отчаявшись получить свой «Форд Транзит», подаренный немецкими верующими и на три года застрявший на украинской таможне. На следующий после пресс-конференции день, премьер-министр Украины Юлия Тимошенко поручила таможне урегулировать вопрос передачи микроавтобуса приюту. Через несколько дней представители детского центра получили автомобиль из зоны таможенного контроля.

### Акция «Обрыдло»
В марте 2005 года Геннадий Мохненко объявил о начале антинаркотической акции общественного протеста «Обрыдло» (укр. «Надоело»). Причиной акции стала «совершенно обнаглевшая и практически открыто действующая система наркоторговли». 6 июня 2005 года «митинг-похороны» с участием тысячи человек состоялся в Донецке. Протестующие принесли к стенам областной прокуратуры шесть символических гробов и траурные венки. Участники митинга требовали запретить свободную продажу психотропных препаратов «Трамалгин», «Трамадол» и «Трамал».
19 декабря 2005 года акция «Обрыдло» достигла Киева. Более тысячи человек пикетировали здания Кабинета Министров Украины и администрации Президента. Пикеты привели к ограничению торговли трамадолом, в Мариуполе были арестованы несколько сотрудников милиции, покрывавших наркобизнес.
30 апреля 2006 года сотни беспризорников и реабилитантов «Республики Пилигрим» во главе с Мохненко пришли к самым известным в Мариуполе наркоточкам. Протестующие принесли с собой два символических гроба и транспаранты с антинаркотическими лозунгами.
В августе 2011 года акция «Обрыдло» состоялась в Мариуполе, под подъездом дома по пр. Ленина. Причиной пикета стало решение суда, выпустившего под подписку о невыезде наркоторговку Ирину Кравченко, ранее приговорённую к 7 годам лишения свободы.

### Кругосветный велопробег
В 2003 году Геннадий Мохненко стал одним из идейных вдохновителей бессрочной акции национального усыновления «Ты будешь найден». В рамках акции в 2011 году прошёл велопробег «Украина без сирот», организованный Альянсом «Украина без сирот». Воспитанники «Республики Пилигрим», под руководством Геннадия Мохненко проехали на велосипедах тысячу километров (из Мариуполя в Киев). В ноябре 2011 года Геннадий Мохненко объявил о намерении провести кругосветный велопробег «Мир без сирот». Среди целей акции значатся «вдохновение людей к семейным формам воспитания детей», «создание информационных поводов на тему искоренения сиротства в мире», «разрушение негативных мифов об усыновлении». По планам организаторов, велопробег пройдёт в несколько этапов за 5 лет.
Кругосветный велопробег стартовал в Киеве 4 июня 2012 года. Пройдя по Украине, участники велопробега пересекли российскую границу и финишировали в Москве; второй этап прошёл в том же году по маршруту Москва — Екатеринбург.
Третий «сибирский» этап кругосветного путешествия прошёл в 2013 году. Участники акции проехали 5 тысяч километров, делая остановки в Екатеринбурге, Тюмени, Омске, Новосибирске, Красноярске, Иркутске и Байкальске.
В российских регионах мероприятия велопробега проходили при поддержке областных и городских властей, при участии местных НКО и духовенства. Статусную поддержку обеспечивали профильные комитеты Совета Федерации и Государственной думы, члены Общественной Палаты и некоторые региональные отделения партии «Единая Россия». Помощь в экипировке команды оказал профессиональный велогонщик Владимир Ефимкин. Свою поддержку участникам велопробега высказали звёзды украинской и российской эстрады: Владимир Зеленский, Вера Брежнева, Тина Канделаки, Серёга, Анастасия Задорожная, Алексей Чадов, Владимир Пресняков, Зара, Шура и др. К участникам велопробега присоединилась Нина Абросова.
В августе 2014 года (уже после начала войны на Донбассе) «пилигримовцы» завершили российский участок велопробега «Россия и мир без сирот». Планировалось, что в 2015 году пробег пройдёт по Аляске, Канаде и западному побережью США, в 2016 — по центральной части США. Кругосветное путешествие, по планам организаторов, должно было завершиться в 2017 году в Европе. Однако из-за вооружённого конфликта на Донбассе этап 2015 года был отменён.

## Религиозные взгляды
Меня сложно всё-таки как-то внятно позиционировать. И может быть в этом плане я очень себе даже экуменически выгляжу. Потому что мне проповедовал нерегистрированный пятидесятник. Я покаялся в регистрированной баптистской церкви. Я закончил харизматическую библейскую школу и написал книгу о перекосах харизматического учения. Затем я закончил реформаторскую семинарию. У меня проповедовал за кафедрой католический ксёндз и православный архиепископ. Вот скажите: кто я? На сам деле экуменизм для одних людей — мечта, для других — пугало. И пожалуй обе категории вызывали бы мою критику, потому что меня есть претензии к идеализации экуменического: что нам всем немедленно надо объединяться в одну большую церковь. С моей точки зрения это всё бредовая идея. И она вредна и опасна. С другой стороны как пугало: "Нет, мы единственно правильные и никого не будем слышать". Это такая же ересь и такая же глупость. Где-то посерёдочке находится правда, уважение, почтение, взаимная полезность другу другу — что касается христианского экуменизма. Говоря об экуменизме внешнем, здесь я перехожу на совсем другой тон. Я считаю, что нам нужна духовная битва: настоящая, мощная, культурная, богословская, интеллектуальная, творческая. С другими религиозными системами. [...] Это мои братья христиане. Все мои братья христиане — католики, православные. Это мои братья. Я могу спорить с католиками на кухне где-то о чём-то. Единственники почти мои братья. Они мои братья-монотеисты. Христианами я их уже не назову. Это монотеисты. Они уже в моё христианское братство не входят. Я встречал единственников, я встречал свидетелей Иеговы. У меня религиоведческое образование. Я 20 лет пастор. Я тоже уже много чего видел. Конечно для меня это уже не христианский диалог. Что касается свидетелей Иеговы, там масса замечательных порядочных людей. Но основоположникам секты Чарльза Рассела я отказываю как бы в праве называться христианами.

## Политические взгляды
"И когда мне кричит заповедь «Не убий». Я люблю открывать книгу Исход. 20 глава. 10 заповедей. И одна из них «Не убей». Один раз. Открываем 22 главу – семь раз убий. В 23 – пять раз убий. Автор тот же – Бог
Геннадий Мохненко неоднократно заявлял о своей аполитичности и нежелании участвовать в политике. В ходе предвыборной президентской кампании 2004 года Мохненко проповедовал с кафедры своей церкви, надев одновременно и оранжевый, и синий шарф (цвета основных соперников — В. Ющенко и В. Януковича). Однако после объявления результатов второго тура, Мохненко и ряд пасторов сделали заявление о фальсификации выборов; причиной подобного заявления стали обращения прихожан, свидетельствовавших о нарушениях.
Говоря о евромайдане, Мохненко назвал себя «противником революций» и высказывал своё «непонимание о зле и насилии с обеих сторон». Однако, по мере развития вооружённого конфликта на востоке Украины, Мохненко занимает активную проукраинскую позицию. Внимание СМИ привлекает его участие в создании оборонительных окопов под Мариуполем в сентябре 2014, строительство под Мариуполем блокпоста (октябрь 2014). В ноябре 2014 года он называл Путина «лжехристом» и заявлял о готовности «ликвидировать» российского президента. Мохненко в январе 2015 года провёл совместную с воспитанниками детского приюта голодовку «против агрессии Путина» (последовала после обстрела Мариуполя). В апреле 2015 года Геннадий Мохненко был зачислен в Межконфессиональный батальон военных капелланов, служащий среди бойцов Вооружённых сил Украины.

## Фильмы о Мохненко
О жизни и служении Мохненко сняты несколько документальных фильмов. Фильм «Макаренко из Мариуполя», созданный ассоциацией «Эммануил», занял первое место на пятом конкурсе телепроизводителей «Открой Украину», а сам Мохненко был награждён специальным дипломом за активную жизненную позицию. Документальная лента Алёны Семикиной «Один за всех» получила первое место в социальной номинации российского конкурса «Страна» (2015 год). Фильм телеканала RTD «Однажды в Африке», рассказывающий о служении Мохненко в Кении, удостоился специального приза российского фестиваля социально значимых телепрограмм и фильмов «Герой нашего времени» (2015 год).
Документальный фильм Стива Гувера «Почти святой» (англ. Almost Holy) рассказывает о служении Мохненко среди беспризорников Мариуполя. Премьера фильма состоялась в 2015 году на международном кинофестивале «Трайбека» в США и была встречена овациями зрителей. В декабре 2015 года картина получила главный приз на Международном фестивале документального кино «Артдокфест».

## Критика
Деятельность Геннадия Мохненко подвергается критике в СМИ, представителями различных христианских конфессий. Обращают внимание на такие черты его характера как самолюбие, властность и категоричность. Также замечают невнятную религиозную позицию и самозваный характер служения пастора Геннадия
Особое неприятие вызвала организованная Мохненко «детская голодовка» и использование детского труда для нужд украинской армии в совокупности с показными (через Фейсбук) антироссийскими и антиправославными заявлениями.
В 2013 году, во время очередного этапа велопробега «Россия и мир без сирот» Кемеровская епархия РПЦ предостерегла православных верующих от участия в данной акции. В противном случае, сообщается в пресс-релизе Кузбасской митрополии, верующие могут стать адептами харизматических церквей «и через это нанести непоправимый ущерб своему физическому и психическому здоровью».
Руководитель информационно-консультационного центра по вопросам сектантства при соборе Александра Невского Олег Заев считает, что мотивом служения Мохненко является поиск славы и стремление к власти.

## Книги
- Геннадий Мохненко. Казнить нельзя помиловать. — 1999.

Геннадий Мохненко. Казнить нельзя помиловать. — 2-е, дополн.. — Руфь, 2003. — 144 с. — ISBN 966-8523-00-8.
- Геннадий Мохненко. Непедагогическая поэма. — Киев: Христианское библейское братство св. ап. Павла, 2010. — 416 с. — ISBN 978-966-7698-57-7.

### Фильмы о Геннадии Мохненко
- Один за всех (2013), телекомпания Russia Today
- Однажды в Африке (2014), телекомпания Russia Today
- Генералы улиц. Макаренко из Мариуполя (2012)
- Генералы улиц. Гвардия (2012)
- Больше чем мечта. Велотур «Мир без сирот» (2013)
- Я вырвался из подземелья (2014), Ток-шоу «Говорит Украина»
- Crocodile Gennadiy (2015)  (англ.)
- Батя (2015), телекомпания Громадське телебачення